# 美国空军基础军事训练

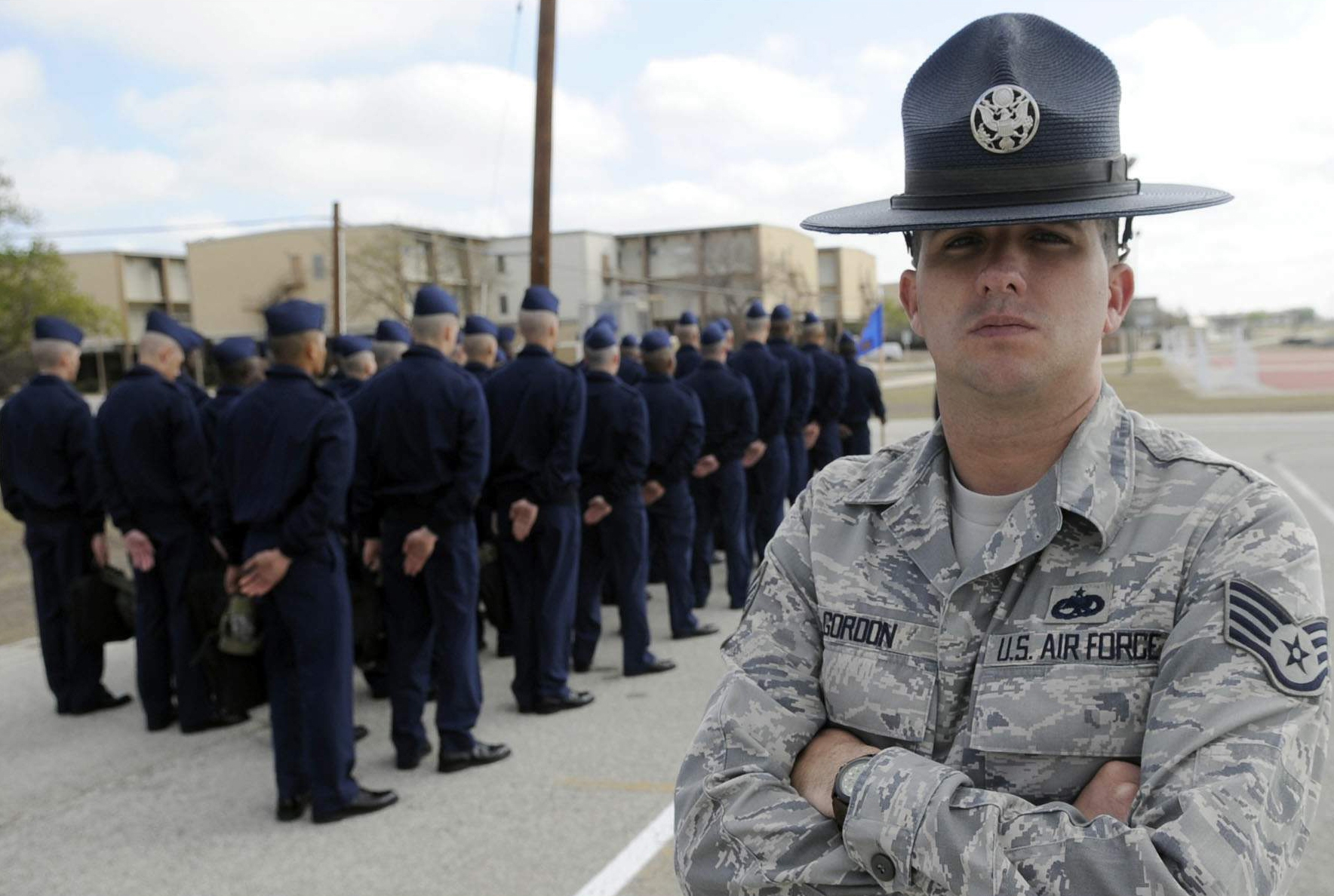
军事训练教导员

美国空军基础军事训练（英語：United States Air Force Basic Military Training）是指成为美国空军、预备役、航空警卫队军人之前必需的为期八周半的严苛训练，内容涵盖生理、心理方面的训练，在美国圣安东尼奥的拉克兰空军基地进行。